# باشگاه ورزشی کروزیرو
باشگاه کروزیرو (به پرتغالی: Cruzeiro Esporte Clube) یک باشگاه فوتبال واقع در میناس گرایس و در کشور برزیل است که در لیگ برتر برزیل بازی می‌کند. این باشگاه در سال ۱۹۲۱ تأسیس شده‌است.
این باشگاه چهار قهرمانی در لیگ برتر برزیل و شش قهرمانی در جام حذفی برزیل را در کارنامهٔ خود دارد. این تیم همچنین دو عنوان قهرمانی در جام لیبرتادورس را در کارنامه دارد.
از مربیان مشهور و برجسته این باشگاه می‌توان به فیلیپه اسکولاری اشاره کرد.

## افتخارات

### قاره‌ای
جام لیبرتادورس (۲): ۱۹۷۶، ۱۹۹۷
رکوپا سودامریکانا (۱): ۱۹۹۸
سوپرکوپا لیبرتادورس (۲): ۱۹۹۱، ۱۹۹۲
کوپا مستر د سوپرکوپا (۱): ۱۹۹۵
جام طلا (۱): ۱۹۹۵

### ملی
لیگ برتر فوتبال برزیل (۴): ۱۹۶۶، ۲۰۰۳، ۲۰۱۳، ۲۰۱۴
جام حذفی فوتبال برزیل (۶): ۱۹۹۳، ۱۹۹۶، ۲۰۰۰، ۲۰۰۳، ۲۰۱۷، ۲۰۱۸

### ایالتی/ بین ایالتی
قهرمانی مینیرو (۳۸): 1928, 1929, 1930, 1940, 1943, 1944, 1945, 1956 (مشترک), 1959, 1960, 1961, 1965, 1966, 1967, 1968, 1969, 1972, 1973, 1974, 1975, 1977, 1984, 1987, 1990, 1992, 1994, 1996, 1997, 1998, 2003, 2004, 2006, 2008, 2009, 2011, 2014, 2018, 2019
سوپرکامپیوناتو مینیرو (۱): ۲۰۰۲
کوپا سول میناس (۲): ۲۰۰۱، ۲۰۰۲
جام مرکز-غرب (۱): ۱۹۹۹

## بازیکنان برجسته
- توستائو
- رونالدو
- رامیرس
- دیدا
- مکسول کابلینو آندراده
- لوکاس سیلوا